# Primera División Uruguaya 1900
Il campionato Uruguaiano di Calcio del 1900 fu il primo torneo ufficiale nella storia del calcio uruguaiano.
Il torneo fu composto da quattro squadre che si affrontarono in partite di andata e ritorno. Alla fine risultò campione il Central Uruguay Railway Cricket Club de Villa Peñarol che vinse tutti gli incontri disputati. Il secondo classificato: Albion Football Club fu l'unica squadra che riuscì a marcare delle reti al CURCC in tutta la stagione. Non vi furono retrocessioni.

## Classifica finale
|                    | Pos. | Squadra                 | Pt | G | V | N | P | GF | GS | DR  |
| ------------------ | ---- | ----------------------- | -- | - | - | - | - | -- | -- | --- |
| Uruguay (bandiera) | 1°   | CURCC                   | 12 | 6 | 6 | 0 | 0 | 36 | 2  | 34  |
|                    | 2°   | Albion                  | 8  | 6 | 4 | 0 | 2 | 22 | 6  | 16  |
|                    | 3°   | Uruguay Athletic        | 2  | 6 | 1 | 0 | 5 | 3  | 25 | -22 |
|                    | 4°   | Deutscher Fussball Klub | 2  | 6 | 1 | 0 | 5 | 3  | 31 | -28 |

G = Partite giocate; V = Vittorie; N = Nulle/Pareggi; P = Perse; GF = Goal fatti; GS = Goal subiti; 

## Classifica marcatori
| Gol |  |  | Giocatore      | Squadra |
| --- |  |  | -------------- | ------- |
| 6   |  |  | James Buchanan | CURCC   |